# Acantholimnophila bispina
Acantholimnophila bispina is een tweevleugelige uit de familie steltmuggen (Limoniidae). De soort komt voor in het Australaziatisch gebied.